# Harrisdale
Harrisdale är en del av en befolkad plats i Australien. Den ligger i kommunen Armadale och delstaten Western Australia, omkring 19 kilometer söder om delstatshuvudstaden Perth. Antalet invånare är 3 807.
Runt Harrisdale är det ganska tätbefolkat, med 100 invånare per kvadratkilometer.. Närmaste större samhälle är Perth, omkring 19 kilometer norr om Harrisdale. 
Trakten runt Harrisdale består till största delen av jordbruksmark. Genomsnittlig årsnederbörd är 1 018 millimeter. Den regnigaste månaden är maj, med i genomsnitt 176 mm nederbörd, och den torraste är februari, med 9 mm nederbörd.